# Omroepsatelliet
Een omroepsatelliet (Direct Broadcast Satellite of DBS) is een communicatiesatelliet die gebruikt wordt voor het verzenden van omroepsignalen naar de aarde. Er draaien tientallen van deze satellieten rond de aarde in de geostationaire baan. Dit is de cirkelvormige baan op een vaste hoogte van zo'n 35 786 kilometer vanaf zeeniveau boven de evenaar. Deze baan ligt erg ver van de aarde, dat geeft signaalverzwakking en signaalvertraging, maar daardoor is wel de omlooptijd van deze baan 23 uur en 56 minuten, exact gelijk aan de siderische dag. Alleen in deze baan houden objecten het draaien van de aarde om zijn as precies bij. Gezien vanaf de even snel draaiende aarde lijkt de satelliet stil te hangen boven de evenaar.  De ontvangst- of zendantenne op aarde, die precies op de satelliet gericht moet zijn, kan daardoor vast opgesteld worden. Wil men meerdere satellieten van verschillende baan-posities ontvangen, dan zijn verschillende gerichte antennes vereist.
Af en toe blijkt een satelliet van de positie af te wijken, met kleine raketjes wordt er dan bijgestuurd. Dit wordt 24 uur per dag beheerd vanaf de grondstations op aarde.

## Geschiedenis
Het satelliettijdperk begon op 4 oktober 1957 met de lancering van Spoetnik 1. De Spoetnik was een metalen bol met een doorsnede van 58 cm en een gewicht van 84 kg. Hij beschreef elke 90 minuten een baan om de aarde op een hoogte van 1000 kilometer. Er was een kleine radiozender aan boord en een thermometer om de temperatuur in de ruimte te meten. Naar huidige maatstaven lijkt deze satelliet simpel, maar in die tijd stond de wereld verbaasd. De Spoetnik 1 stuurde radiosignalen naar de aarde. Na ongeveer 90 dagen viel hij terug in de atmosfeer van de aarde en verbrandde als een vallende ster.
De eerste echte communicatiesatelliet was de Telstar. Deze satelliet werd in 1962 in een elliptische baan rond de aarde gebracht waarin hij in twee uur rond de aarde draaide. De Telstar kon tijdens iedere omwenteling slechts 20 minuten worden gebruikt voor een trans-Atlantische verbinding. De Telstar werd onder andere gebruikt om televisiebeelden door te geven.
Op 20 augustus 1964 werd Intelsat opgericht. De International Telecommunications Satellite Organisation werd door een aantal nationale PTT's, waaronder die in Nederland, opgericht. De eerste satelliet van Intelsat, de Intelsat I of de Early Bird, werd in 1965 in omloop gebracht. De Early Bird was de eerste satelliet die van de geostationaire baan gebruikmaakte.

## Doeleinden
De satellieten in de geostationaire baan worden voor verschillende doeleinden gebruikt. Er wordt onderscheid gemaakt tussen telecommunicatiesatellieten en direct broadcast satellites.
De telecommunicatiesatellieten zijn niet bedoeld voor de consument, maar zorgen voor een verbinding vanaf opnamestudio's naar ontvangststations van kabelmaatschappijen of voor het verzenden van "ruw" opnamemateriaal van nieuwsuitzendingen en sportwedstrijden naar de studio. Dat laatste is een feed. Alles wordt uitgezonden, zoals origineel geluid en verslaggevers vlak voor de uitzending. Het station waar het signaal voor bedoeld is, ontvangt het met een schotel en zendt het (vaak bewerkt) uit op de eigen zender. Deze feed-satellieten zijn ook door iedereen met een grote (draaibare) schotel van 1 meter doorsnede te ontvangen.
De uitzendingen van DBS-satellieten, directe omroepsatellieten, zijn gericht op Direct To Home (DTH)-verbindingen, waarbij het signaal rechtstreeks vanaf de satelliet in de huiskamer van de consument terechtkomt zonder tussenkomst van een kabelmaatschappij. Dit is mogelijk met behulp van een parabolische antenne die de vorm heeft van een schotel, vandaar schotelantenne, met een diameter van tussen de 40 en 90 cm. Vanwege deze geringe diameters zenden directe omroepsatellieten met een groot vermogen uit, circa 200 watt per zender. Voor telecommunicatiesatellieten worden paraboolantennes van 1 tot 3 meter gebruikt, omdat daarvan het vermogen veel kleiner is.

## Techniek
Satelliet komt van het Latijnse woord satelles, wat begeleider betekent. Satellieten worden ook wel kunstmanen genoemd, omdat ze net als de maan om de aarde draaien. De maan is de enige natuurlijke satelliet die om de aarde draait. De kosten van één satelliet, inclusief lancering, lopen al gauw op tot honderden miljoenen euro's. Het bouwen van een satelliet, afhankelijk van de grootte, duurt gemiddeld 30 maanden. De levensduur kan variëren tussen de 12 en 15 jaar, afhankelijk van hoe snel de brandstof van de bijsturende raketjes op is. De satellieten worden eerst gelanceerd naar een elliptische omloopbaan vanwaar ze zich op eigen kracht bewegen naar een geostationaire baan op zo'n 36 000 km hoogte boven de aarde. Protonraketten gebruiken een viertrapsraketsysteem, waardoor de satellieten dichter bij hun uiteindelijke punt terechtkomen dan wanneer ze gelanceerd worden met een Arianeraket. Het manoeuvreren naar de geostationaire baan vereist dan minder brandstof van de satelliet. SES Astra is het bovendien gelukt om meerdere satellieten op één locatie op de geostationaire baan te plaatsen, ongeveer een kilometer achter elkaar.

### Uplink
Een omroepsatelliet ontvangt signalen die van de aarde speciaal naar de satelliet worden uitgezonden en zendt deze signalen opnieuw uit naar de aarde, op een andere frequentie. Vanaf de aarde verzenden grote parabolische schotelantennes een vrij krachtig signaal precies naar de betreffende satelliet. Dit is mogelijk met een parabolische antenne op een auto met een zender en een krachtige accu, of met een mobiele parabolische antenne ergens in een veld (bijvoorbeeld bij een voetbalwedstrijd). Maar de meeste programma's worden naar de satelliet uitgezonden met enorme vaste omroepinstallaties, die in Nederland onder andere in de Flevopolder en Zoutkamp te vinden zijn, met schotels van 35 meter doorsnee. De krachtige signalen die vanaf de grondstations naar de satelliet worden gestraald, zijn de uplink.

### Downlink
Het terugzenden van het signaal is de downlink. Het is belangrijk dat de frequentie van de uplink hoger is dan van de downlink, anders zou het te veel energie kosten om de frequentie te verhogen.

### Transponder
Een van de belangrijkste onderdelen op de satellieten zijn de transponders, die bestaan uit een ontvanger, een converter en een zender. De transponder pikt een signaal van een bepaalde frequentie (14 GHz) op, en zendt dit terug op een lagere frequentie (12 GHz), beide in de SHF-band. De converter zorgt ervoor dat het signaal op de juiste uitzendfrequentie terechtkomt. Een hedendaagse satelliet beschikt gemiddeld over 20 tot 50 transponders. Via één transponder kunnen ongeveer 8 digitale televisiekanalen in goede kwaliteit worden doorgegeven. Hoe meer kanalen op één transponder, des te lager de bitrate per kanaal wordt. Daarnaast kunnen er ook nog een aantal radiokanalen worden doorgegeven op dezelfde transponder. Sinds oktober 1995 zijn de satellieten van SES Astra digitaal gaan uitzenden. Daarvoor kon er analoog maar één kanaal op een transponder, maar die zijn op 30 april 2012 allemaal gestopt.
Een bekend nadeel aan de digitale uitzendingen is dat snelle bewegingen soms wat streperig overkomen. Dit is ook afhankelijk van de bitrate en het televisietoestel waarop de uitzending wordt bekeken. Het richten van de schotel luistert ook iets nauwer, bij een enigszins verkeerde richting valt een zwak digitaal signaal weg of ontstaan er blokken en hikken in het beeld, terwijl er bij analoge ontvangst ruis ontstaat. Een voordeel is dat ineens tien keer zoveel kanalen op één satelliet te plaatsen zijn. Bovendien kunnen aan het digitale signaal allerlei extra gegevens worden toegevoegd, zoals een elektronische programmagids (EPG) en mogelijkheden om meerdere audiosporen of ondertiteling toe te voegen waardoor een programma in meerdere landen bruikbaar is.

### Beam
Om iets te kunnen zenden naar de aarde heeft de satelliet zendantennes. De antennes zenden niet in alle richtingen even sterk, maar bijna uitsluitend in een nauwe bundel, de beam (Engels voor stralenbundel). De antennes zijn draaibaar en vanaf de aarde te besturen. Elke antenne wordt vanaf de aarde gericht op het gebied waar het signaal te ontvangen moet zijn. Het signaal wordt door bijna alles wat het tegenkomt beïnvloed. De atmosfeer en meer nog de wolken en vooral sneeuw hebben een verzwakkende en verstorende invloed. De aarde zelf is praktisch ondoordringbaar voor het signaal, daarom moet, afgezien van het weer, het ontvangstgebied zichtbaar zijn voor de satelliet. Met een satelliet op de juiste plek is elk gebied in de buurt van de evenaar goed te bereiken. De gebieden in de buurt van de noord- en de zuidpool zijn met geen enkele geostationaire satelliet goed te bereiken. Een voor Europa bedoelde geostationaire satelliet bevindt zich zo dicht mogelijk bij Europa, maar moet wel boven de evenaar hangen en hangt daarom boven Afrika. Op die plek kan de satelliet met zijn signaal Europa wel, maar de Verenigde Staten net niet bereiken.

### Footprint
De satelliet stuurt het signaal in een gerichte bundel terug. Het gebied op het aardoppervlak waar dit signaal te ontvangen is, is de footprint. Het signaal komt logischerwijs het sterkst door in het midden van de footprint, hoe verder we aan de rand komen, des te zwakker het signaal wordt. De locatie waar men zich in de footprint bevindt, is bepalend voor de diameter van de schotelantenne.
Wanneer een schotelantenne het sterkste signaal heeft, dan wijst de optische as van de paraboloïde precies naar de satelliet. Wanneer de schotel niet precies naar de satelliet wijst, dan neemt de veldsterkte af. De totale verdraaiingshoek waarbij de veldsterkte zo'n 3 dB verschilt is de openingshoek. Deze hoek wordt kleiner wanneer de schotel groter wordt. Een schotel met een grotere openingshoek kan bijvoorbeeld signalen afkomstig van andere satellieten die zich in de buurt van de gewenste satelliet bevinden oppikken, waardoor deze storingen veroorzaken. Dit is een bekend nadeel van een te kleine schotel, maar in de praktijk blijkt dit zelden tot problemen te leiden. In Nederland is een schotel van 60 cm voldoende om storingsvrij naar Astra 19,2°O en Astra 23,5°O te kijken, mits de schotelantenne natuurlijk goed gericht is. Met een kleinere schotel van 40 cm, die vaak op campings of op boten wordt gebruikt, is het signaal ook nog redelijk te noemen. Het signaal hoeft niet per se 100% te zijn, het mag maximaal 0,6° van de satelliet afwijken. Voor andere satellieten, als de Hotbird of Eutelsat zijn in Nederland grotere schotelantennes (80 tot 100 cm) noodzakelijk. Met een vaste schotelopstelling kan men logischerwijs één satellietpositie ontvangen, op één positie is het ook nog eens mogelijk meerdere satellieten te stationeren, op positie Astra 19,2°O bevinden zich bijvoorbeeld 8 satellieten. 
Om meerdere satellietposities te ontvangen, kan men kiezen uit verschillende mogelijkheden. Een monoblock (bijvoorbeeld de Duo LNB), of multifocus schotel (meerdere losse LNB's op één schotel). Maar voor de ontvangst van heel veel satellietposities is een beweegbare schotelopstelling met elektromotor de beste oplossing.

### Clarke Belt
De satellieten die voor de overdracht van radio- en televisieprogramma's worden gebruikt, bevinden zich in een denkbeeldige ring om de aarde, op 35 786 kilometer boven de evenaar. Deze geostationaire baan, beter bekend onder de benaming Clarke Belt, heeft als eigenschap dat deze dezelfde omloopsnelheid heeft als die van de aarde, waardoor de satellieten in die baan ten opzichte van de aarde lijken stil te staan.

## Parabolische-DTH-antenne
De schotelantenne werkt als een reflector, hoewel schotels er in allerlei soorten en maten zijn, gemaakt van kunststof, geplastificeerd ijzer, aluminium of glas, is het belangrijk dat er altijd radiogolven reflecterend materiaal (zoals een ijzer vlechtwerk of folie) in is verwerkt. De signalen die een afstand van 36000 kilometer moeten overbruggen, zijn daardoor enorm verzwakt, en de satelliet zendt met weinig vermogen uit, daarom is het van belang dat de schotelantenne exact staat uitgericht op de satelliet. De schotel selecteert en bundelt de signalen die uit die richting komen, en weerkaatst vooral deze naar het centraal punt, waar de LNB zich bevindt.
De eigenschap van een parabool is namelijk dat alle signalen die loodrecht op de schotel terechtkomen naar het brandpunt worden gekaatst, hierdoor zal er een versterking plaatsvinden van de microgolven afkomstig van de satelliet. Deze eigenschap betreft de prime-focus paraboolschotel, die is namelijk een deel van de cirkel. Het nadeel van deze schotel is de elevatiepositie. In deze positie blijft er gemakkelijk sneeuw in liggen en de montage op een mast of muur is minder efficiënt.
De offset paraboolschotel, ongeveer een 8 tot 10 graden, maakt dat de schotel rechter kan gemonteerd worden. De signalen komen dan ook in een andere hoek terecht en worden teruggekaatst in een lager gelegen focuspunt. De performantie van een offset schotel ligt iets onder deze van de prime-focus schotel.
In de ontvangstkop bevindt zich een kleine antenne van 1 cm. De antenne is zo klein, omdat de frequentie zeer hoog is en daardoor de golflengte heel klein. De kop ontvangt het microsignaal, zet deze om in een elektrische stroom, en versterkt het signaal met een factor tot 100.000 keer. Hierna wordt de ontvangen frequentie van 12 GHz omgezet naar een lagere frequentie (900 – 1800 MHz). Deze frequentie moet verlaagd worden, omdat de coaxkabel, de verbindingskabel tussen de LNB en het televietoestel of de satellietontvanger, anders voor te veel signaalverlies zorgt, bovendien kan het televisietoestel of de satellietontvanger deze hoge frequenties niet aan.
De LNB heeft bovendien, afhankelijk van het model, een spanning tussen de 6 en 18 V nodig, deze wordt via dezelfde coaxkabel geleverd.

## Satellietontvanger
Over het algemeen wordt de coaxkabel vanaf de schotelantenne rechtstreeks op het televisietoestel aangesloten. Om versleutelde televisiesignalen te kunnen bekijken wordt in het televisietoestel een insteekkaart met daarin een smartcard van de provider geplaatst. Voor televisietoestellen die niet over een ingebouwde tuner voor satelliettelevisie beschikken, wordt een losse satellietontvanger gebruikt die via een HDMI-kabel op het televisietoestel wordt aangesloten. Een satellietontvanger met ingebouwde kaartlezer wordt ook wel een decoder of settopbox genoemd.